# لتسورث (لوئیزیانا)
لتسورث (به انگلیسی: Lettsworth) یک منطقهٔ مسکونی در ایالات متحده آمریکا است که در لوئیزیانا واقع شده‌است. لتسورث ۲۰۲ نفر جمعیت دارد.